# ALFEE B面 コレクション
『ALFEE B面 コレクション』（アルフィー・ビーめん・コレクション）は、1983年10月5日発売された、ALFEE2枚目のベスト・アルバム。

## 概要
カセット・テープには1979年再デビューから発売当時までの全シングルB面を収録。1985年に収録曲を入替『ALFEE A面 コレクション』と共にCDで再発された。

## 収録曲

### カセット・テープ
A面
1. 過ぎ去りし日々
「ラブレター」B面。
2. さよならは さりげなく
「踊り子のように」B面。
3. 街角のヒーロー
「星降る夜に…」B面。
CTのみ収録。
4. さよならの鐘
「冬将軍」B面。
5. 明日なき暴走の果てに
「無言劇」B面。
6. Feeling Love
「美しいシーズン」B面。
カセット・テープのみ収録。
7. CHECK OUT
「恋人になりたい」B面。

B面
1. 北のHOTEL
「宛先のない手紙」B面。
2. 言葉にしたくない天気
「通り雨」B面。
カセット・テープのみ収録。
3. モーニングコールでラスト・キッス
「泣かないでMY LOVE」B面。
4. 絶狂!ジャンピング・グルーピー
「SUNSET SUMMER」B面。
5. 挽歌
「別れの律動」B面。
6. 祈り
「暁のパラダイス・ロード」B面。
7. ラジカル・ティーンエイジャー
「メリーアン」B面。

### CD
1. 過ぎ去りし日々
2. さよならは さりげなく
3. さよならの鐘
4. 明日なき暴走の果てに
5. CHECK OUT
6. 北のHOTEL
7. モーニングコールでラスト・キッス
8. 絶叫!ジャンピング・グルーピー
9. 挽歌
10. 祈り
11. ラジカル・ティーンエイジャー
12. DOWNTOWN STREET
「星空のディスタンス」B面。
CDのみ収録。
13. 愛の鼓動
「STARSHIP -光を求めて-」B面。
CDのみ収録。
14. ロールオーバー・イエスタデイ
「恋人達のペイヴメント」B面。
CDのみ収録。
15. A Last Song
「シンデレラは眠れない」B面。
CDのみ収録。